# One and Only (Adele)
"One and Only" is een nummer van de Britse zangeres Adele. Het nummer werd uitgebracht als de negende track op haar album 21 uit 2011.

## Achtergrond
"One and Only" is geschreven door Adele, Greg Wells en Dan Wilson en geproduceerd door Rick Rubin. Het nummer haalde geen hoge noteringen in de internationale hitlijsten, met enkel een notering in de UK Singles Chart, op de 99e plek. Waar veel nummers op het album 21 gaan over haar relatiebreuk, gaat One and Only juist over een mogelijk aankomende relatie. Adele verklaarde dat het nummer gaat over het vertellen aan iemand die je lang kent dat je van diegenen houdt en met deze wilt zijn.